# Tercera Guerra Civil Romana
La Tercera Guerra Civil Romana fou la guerra Civil romana desencadenada arran de l'assassinat de Juli Cèsar (44 aC).

## Antecedents
A la mort de Juli Cèsar, Marc Antoni havia aconseguit el lideratge del partit de Cèsar i fins llavors havia mantengut el bàndol dels liberatores i el d'Octavi allunyats del poder. Però Antoni havia perdut la confiança del Senat romà, i mentre estava lluitant a la Cisalpina l'any 43 aC contra Dècim Brut per aconseguir el control de les tropes de la província, el Senat envià els dos cònsols, Hirci i Pansa, a reforçar les tropes de Brut, que estava patint un setge a Mòdena. Octavi, amb un exèrcit que havia reclutat a Itàlia amb veterans de Cèsar, s'uní a aquests dos i finalment derrotaren l'exèrcit d'Antoni a la batalla de Mutina. Però tot i la victòria, els cònsols Hirci i Pansa moriren a la batalla, de manera que quedà un buit de poder que Octavi volia aprofitar.
En efecte, Octavi marxà amb les seves legions sobre Roma i obligà el senat a elegir-lo com a cònsol, el 19 d'agost de l'any 43 aC, mentre Antoni recomponia el seu exèrcit. Mentre Octavi es mostrava en l'escenari polític romà com el "venjador" del seu pare adoptiu i reprimia totalment el bàndol dels liberatores (amb qui s'havia aliat per vèncer Antoni), canviaren els papers i Marc Antoni va contreure una aliança amb els líders del partit popular, el partit de Cèsar. Aleshores, seguint l'exemple de Cèsar, Pompeu i Cras de l'any 60 aC, Octavi, Antoni i el cap dels genets Lèpid formaren, l'octubre de l'any 43 aC, un Segon Triumvirat, la ratificació del qual fou el casament d'Octavi amb la fillastra d'Antoni, Clòdia.

## La guerra
Els hereus polítics de Cèsar, Marc Antoni i Octavià perseguiren als liberatores, complotats en el seu assassinat i els derrotaren en la batalla de Filipos, en la que moriren Brut i Cassi.

## Conseqüències
Després de la victòria d'Octavi sobre Marc Antoni i el regne hel·lenístic d'Egipte, la República es va annexionar de facto les riques terres d'Egipte. No obstant això, la nova possessió no va ser inclosa dins el sistema regular de govern de les províncies, ja que va ser convertida en una propietat personal de l'emperador, i com a tal, legable als seus successors.
L'any 27 aC es va establir una ficció de normalitat política a Roma i el Senat li va atorgar a Octavi el títol d’Imperator Caesar Augustus.